# Zdeněk Procházka (fotbalista, 1960)
Zdeněk Procházka (* 10. října 1960 Rudolfov) je bývalý český fotbalový útočník a fotbalový trenér. Na začátku roku 2025 se stal sportovním ředitelem týmu SK Dynamo České Budějovice. Ve funkci vydržel pouze několik dní, neboť byl 10. ledna odvolán.

## Hráčská kariéra
Odchovanec Sokola Rudolfov dal o sobě v Dynamu výrazně vědět po návratu z vojny, kdy v druhé lize v dresu Českých Budějovic dal hattrick do sítě VOKD Poruba a stal se nejlepším střelcem podzimní části 1. národní ligy. V lednu 1983 přestoupil do Sparty Praha. Za čtyři a půl roku s ní získal třikrát ligový titul,1 x Československý pohár a hrál i v evropských pohárech, kde vstřelil několik důležitých branek. Svou nejslavnější branku vsítil Realu Madrid v poháru UEFA, při památné výhře 3-2 na podzim roku 1983 na Letné. Po návratu do Českých Budějovic v roce 1987 byl s 26 góly v sezóně 1987/88 nejlepším střelcem druhé ligy, ale postupu do ligy se nedočkal. Po sametové revoluci v roce 1990 odešel do kyperského druholigového týmu Omonia Aradippou, kde se stal v sezoně 1990-91 nejlepším střelcem 2.kyperské ligy s 32 brankami a výrazně tak přispěl k postupu svého klubu do 1. ligy. V následující prvoligové sezóně vstřelil v kyperské lize 5 branek. Po návratu z Kypru na podzim 1992 odehrál za České Budějovice 3 ligová utkání.

## Ligová bilance
| Ročník                                   | Zápasy | Góly | Klub                 |
| ---------------------------------------- | ------ | ---- | -------------------- |
| 1. československá fotbalová liga 1982/83 | 15     | 2    | Sparta Praha         |
| 1. československá fotbalová liga 1983/84 | 23     | 1    | Sparta Praha         |
| 1. československá fotbalová liga 1984/85 | 27     | 10   | Sparta Praha         |
| 1. československá fotbalová liga 1985/86 | 14     | 0    | Sparta Praha         |
| 1. československá fotbalová liga 1986/87 | 16     | 1    | Sparta Praha         |
| Marfin Laiki Liga 1991-1992              | 24     | 5    | Omonia Aradippou     |
| 1. československá fotbalová liga 1992/93 | 3      | 0    | Dynamo Č. Budějovice |
| CELKEM                                   | 122    | 19   |                      |

## Trenérská kariéra
Po skončení aktivní kariéry působí jako fotbalový trenér a funkcionář. Jako hlavní trenér vedl v sezóně 1997/98 ve 13 utkáních prvoligové SK Dynamo České Budějovice. Dále trénoval třetiligové Prachatice a Cheb a divizní Tábor a SK Strakonice 1908. V Prachaticích také působil v letech 2004–2006 jako sportovní ředitel. Mezi lety 2016 až 2018 působil jako manažer týmu TJ Jiskra Třeboň. Od roku 2018 do roku 2021 působil jako mládežnický trenér. Na začátku roku 2025 se stal sportovním ředitelem týmu SK Dynamo České Budějovice. O několik dní později byl odvolán.